# Bendung (Semin)
Bendung is een bestuurslaag in het regentschap Gunung Kidul van de provincie Jogjakarta, Indonesië. Bendung telt 3774 inwoners (volkstelling 2010).